# Anwerbepolitik der Bundesrepublik Deutschland

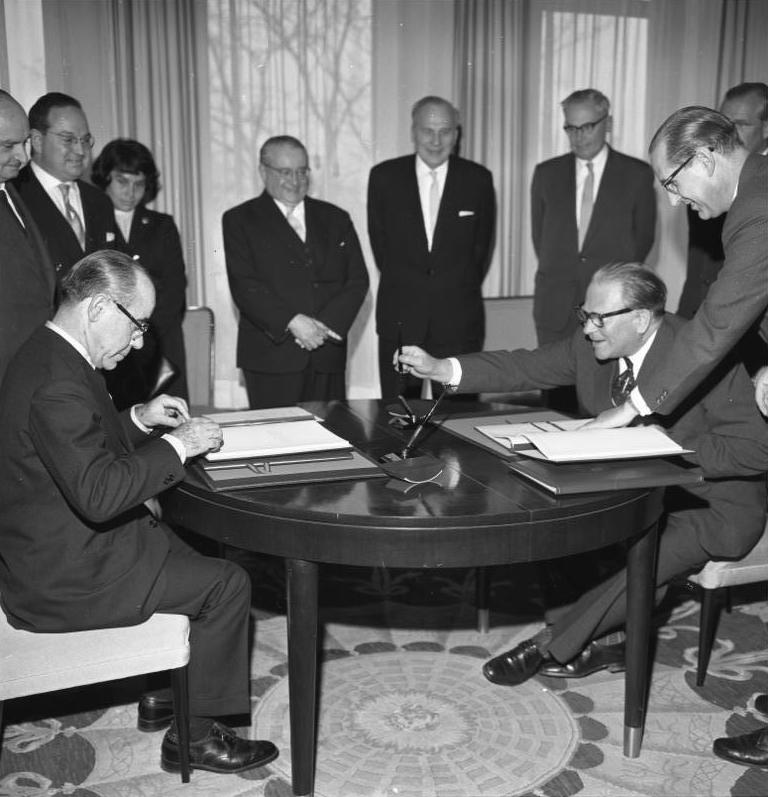
Auswärtiges Amt, Bonn 1960: Unterzeichnung eines Vertrages über Gastarbeiter zwischen der Bundesrepublik und Spanien durch Staatssekretär Hilger van Scherpenberg (rechts) und den spanischen Botschafter Luis de Urquijo

Durch die Anwerbepolitik der Bundesrepublik Deutschland wurden ab Mitte der 1950er-Jahre Arbeitskräfte aus dem Ausland angeworben und vermittelt. Die Bundesregierung verfolgte diese Politik bis wenige Jahre nach der ersten Ölkrise von 1973. Die hierfür grundlegenden Anwerbeabkommen wurden in den Jahren von 1955 bis 1971 mit Italien, Spanien, Griechenland, der Türkei, Marokko, Portugal, Südkorea, Tunesien und Jugoslawien geschlossen. Auf Basis dieser Vereinbarungen gewährte Deutschland den ausländischen Arbeitnehmern einen zeitlich befristeten Aufenthalt im Land zum Zweck der Erzielung von Erwerbseinkommen. Mit weiteren Staaten wurden Anwerbeabkommen geschlossen, die der Erweiterung beruflicher Kenntnisse dienen sollten. Die Angeworbenen wurden Gastarbeiter genannt, wobei dieser Begriff ab den 1960er Jahren nach faktischem Wegfall der zeitlichen Befristung auch als Bezeichnung für Arbeitsmigranten im Allgemeinen populär wurde. Insgesamt kamen von 1955 bis 1973 etwa 14 Millionen Gastarbeiter in die Bundesrepublik, 11 bis 12 Millionen kehrten in ihre Herkunftsländer zurück. Am 23. November 1973 trat ein von der sozialliberalen Koalition verhängter Anwerbestopp in Kraft.

## Verlauf

### Erstes Anwerbeabkommen mit Italien
Der Anstoß zu einer Vereinbarung, die Anwerbung von Italienern für die Erwerbsarbeit in der Bundesrepublik zu beginnen, kam aus Italien. Bernhard Ehmke, zuständiger Ministerialrat im Bundesarbeitsministerium, umriss am 9. November 1954 in einer Besprechung die Lage: „Intensiver… Drang des Auslandes, in der deutschen Wirtschaft Arbeitskräfte unterzubringen. [Kein Ministerbesuch vergeht,] bei dem diese Frage nicht Punkt 1 ist.“ Er nannte besonders Italien und Spanien. Insbesondere in Italien war die hohe Arbeitslosigkeit und die Sorge vor kommunistischen Unruhen zunehmend zu einem innenpolitischen Problem geworden. Nach einem Jahr italienischen Drängens setzte ein Bündnis aus Bundeswirtschaftsminister Ludwig Erhard, Auswärtigem Amt und Franz Josef Strauß als Bundesminister für besondere Aufgaben bei Bundeskanzler Konrad Adenauer durch, dass auf die italienischen Bitten einzugehen sei. Die Bündnispartner verfolgten dabei jeweils eigene Interessen. Der Bundeswirtschaftsminister sorgte sich um das Außenhandelsdefizit Italiens, das einen weiteren Absatz deutscher Güter in Italien bedrohte. Das Auswärtige Amt verfolgte die Verbesserung der Beziehungen nach der zuletzt zwischen beiden Seiten konfliktreichen Kriegszeit. Strauß wollte mit dem Eingehen auf die italienischen Bitten den Forderungen nach Lohnerhöhungen seitens deutscher Gewerkschaften entgegentreten. Bundesarbeitsminister Anton Storch dagegen hatte zunächst eine ablehnende Haltung und „hatte zwar in Anbetracht anhaltender Arbeitslosigkeit zunächst noch die öffentliche Meinung einschließlich der Arbeitgeberverbände und der Gewerkschaften hinter sich, unterlag aber schon bald dem vom Auswärtigen Amt bereits während der Verhandlungen mit Italien generierten Primat der Außenpolitik.“ Einer der Gründe, die für ein Einlenken Storchs genannt werden, ist, dass Ehrhard das Abkommen mit Italien als „prophylaktisch“ darstellte: Es diene vor allem dafür, im eventuellen Fall eines Arbeitskräftemangels schnell Arbeitskräfte heranziehen zu können. Den Ausschlag für den Abschluss habe gegeben, dass sich im Herbst 1955 tatsächlich ein unerwarteter Bedarf an Arbeitskräften in der Landwirtschaft abgezeichnet habe; Storch habe daraufhin selbst auf einen baldigen Abschluss gedrängt.

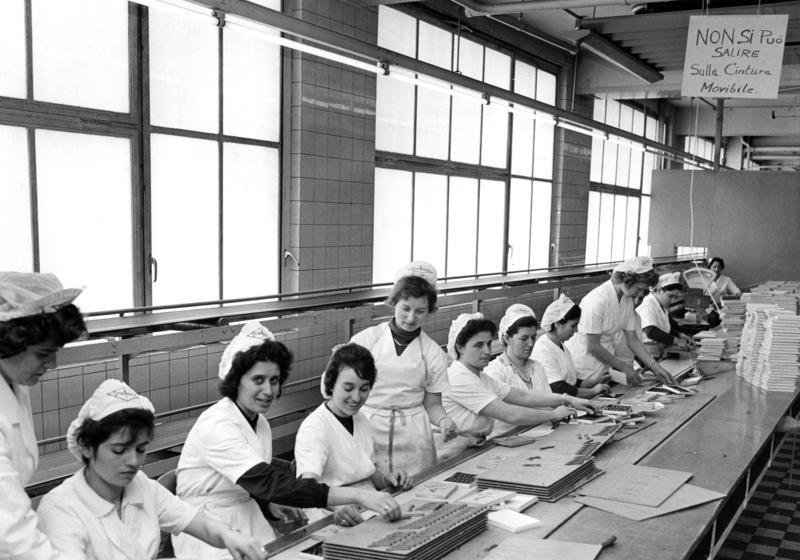
Gastarbeiterinnen in der Schokoladenfabrik Stollwerck, Köln (1962)

Am 20. Dezember 1955 wurde in Rom das erste Anwerbeabkommen geschlossen. Italien hatte zu diesem Zeitpunkt bereits mit Belgien, Frankreich, der Schweiz, Großbritannien, Luxemburg, den Niederlanden und der Tschechoslowakei bilaterale Anwerbeabkommen geschlossen. Laut dem Historiker Roberto Sala orientierten sich die italienischen Behörden beim Abschluss dieser Abkommen am historischen Beispiel der Anwerbung von Italienern in das nationalsozialistische Deutschland, bei dem sämtliche Modalitäten der Anwerbung auf diplomatischer Ebene ausgehandelt und festgeschrieben wurden.
Das deutsch-italienische Abkommen legte fest, dass die Bundesanstalt für Arbeitsvermittlung und Arbeitslosenversicherung (Vorläufer der Bundesagentur für Arbeit) in Italien gemeinsam mit der italienischen Arbeitsverwaltung Arbeitskräfte auswählen und anwerben solle.
Eine Umfrage des Allensbacher Instituts vom März 1956 ergab, dass 55 % der befragten bundesrepublikanischen Bürger sich „dagegen“ aussprachen, „daß italienische Arbeiter nach Deutschland geholt werden“ „Dafür“ waren 20 %, „unter Umständen dafür“ waren 6 %. „Noch nicht davon gehört“ hatten 18 %. Von den 55 % ablehnenden Antworten gab die große Mehrheit (41 %) als Begründung an, es gebe genügend deutsche Arbeitskräfte.
Bei der Anwerbung war der ökonomische Aufschwung der Nachkriegszeit von wesentlicher Bedeutung. Anfang der 1950er stieg die Industrieproduktion stark an, und nicht zuletzt durch die Gründung der Bundeswehr 1955 und die Wiedereinführung der Wehrpflicht (1956–57) sanken die Arbeitslosenzahlen merklich. Insbesondere in der Landwirtschaft und im Bergbau wuchs der Arbeitskräftebedarf. Die Zahl der Anwerbungen blieb jedoch in den ersten Jahren gering. Erst nachdem 1960 die Arbeitslosigkeit unter ein Prozent gefallen war und es mehr offene Stellen als Arbeitslose gab, also Vollbeschäftigung vorlag und die Industrien ihren Bedarf auch nicht mehr durch Zuwanderer aus Osteuropa und der DDR decken konnten, nahm die Zahl der Anwerbungen erstmals deutlich zu.

### Nachfolgende Anwerbeabkommen
In den folgenden Jahren wurden nach dem Abkommen mit Italien vom 20. Dezember 1955 weitere Anwerbeabkommen zwischen der Bundesrepublik und den Entsendeländern zur Reduzierung von deren Leistungsbilanzdefizit gegenüber der Bundesrepublik Deutschland geschlossen: im März 1960 mit Spanien und mit Griechenland, am 30. Oktober 1961 mit der Türkei, danach mit Marokko, Südkorea, Portugal, Tunesien und Jugoslawien.
Der Anwerbung lagen folgende Prinzipien zugrunde:
- staatliche Vermittlung (wobei parallel dazu andere Wege bestanden),
- das Inländerprimat (nur in den Bereichen durften Arbeitskräfte angeworben werden, in denen inländische Arbeitskräfte fehlten),
- die Tarifgleichheit (die angeworbenen Arbeitskräfte waren nach den gleichen Tarifen zu entlohnen wie Inländer mit vergleichbaren Tätigkeiten),
- das Rotationsprinzip (zu Beginn galten Arbeits- und Aufenthaltserlaubnisse nur für ein Jahr),
- eine permanente Kontrolle (Ausweisung von Vertragsbrüchigen, Verhinderung einer „kommunistischen Infiltration“).

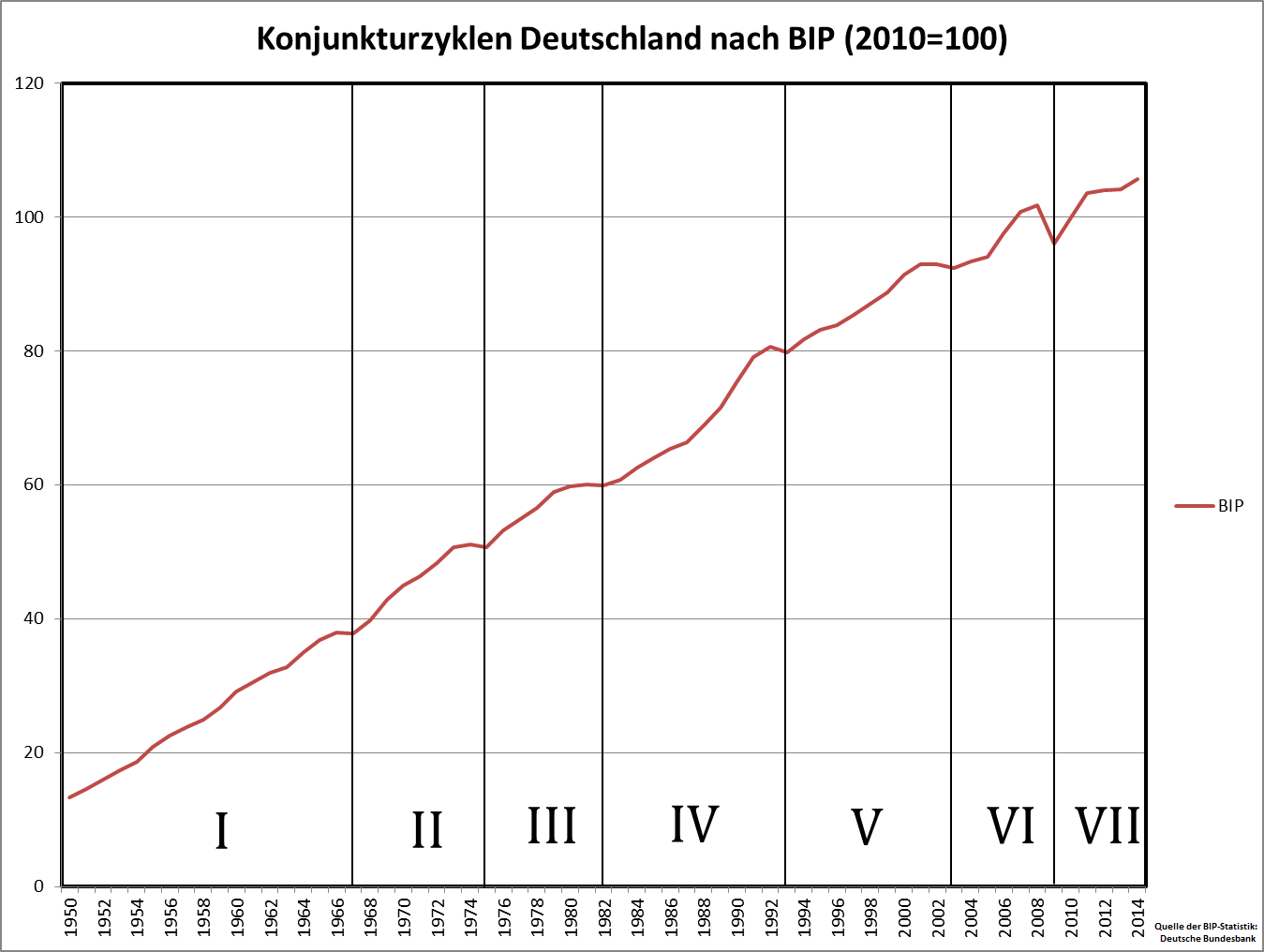
Bruttoinlandsprodukt in Deutschland ab 1950

Bei der Anwerbung spielten neben ökonomischen Gründen auf bundesdeutscher Seite auch außenpolitische Motive eine Rolle. Die Initiative ging hierbei von den Entsendeländern aus. Dass in der Praxis sehr viele Arbeitsmigranten vermittelt wurden, wird demgegenüber weitgehend auf den Druck der Arbeitgeber und die Umsetzung durch die Behörden zurückgeführt.
Auf Initiative der spanischen Diplomatie entstand das Abkommen mit Spanien, wobei die bundesdeutsche Regierung sich davon mehreres versprach. Einerseits bestand die Erwartung, dort Arbeitskräfte anwerben zu können, die dort aufgrund des wirtschaftlichen Umstrukturierungsprozesses arbeitslos würden, nachdem auf Basis des Stabilitätsplans von 1959 – dem Plan de Estabilización – die franquistische Wirtschaftspolitik durch einen Wirtschaftsliberalismus ersetzt worden war. Andererseits ging es außenpolitisch darum, die Annäherung Spaniens an Westeuropa zu stützen.
Es folgte ein Abkommen mit Griechenland, das sich seit 1955 darum bemüht hatte. Auch beim Anwerbeabkommen mit der Türkei ging die Initiative vom Entsendeland aus. Anton Sabel, Präsident der Bundesanstalt für Arbeitsvermittlung und Arbeitslosenversicherung, äußerte am 26. September 1960 gegenüber dem Arbeitsministerium, arbeitsmarktpolitisch sei eine Vereinbarung mit der Türkei in keiner Weise notwendig. Allerdings könne er nicht beurteilen, „wie weit sich die Bundesrepublik einem etwaigen solchen Vorschlag der türkischen Regierung verschließen kann, da die Türkei ihre Aufnahme in die Europäische Wirtschaftsgemeinschaft (EWG) beantragt hat und als NATO-Partner eine nicht unbedeutende politische Stellung einnimmt.“ Die Wirtschaftshistorikerin Heike Knortz weist darauf hin, dass die Türkei ihre NATO-Mitgliedschaft ebenso wie ihren Wirtschaftsaustausch mit Deutschland als Argumente für ein Anwerbeabkommen einbrachte. Der Historiker Johannes-Dieter Steinert führt den Erfolg der Bewerbung der Türkei auf ihre Rolle als NATO-Mitglied zurück.
Der Journalist Heribert Prantl bezeichnet das Abkommen mit der Türkei und die nachfolgenden Anwerbeabkommen als eine indirekte Folge des Mauerbaus, da durch den Stopp des Zustroms von Menschen aus dem Osten ab August 1961 von dort keine neuen Arbeitskräfte kamen, die in der Industrie hätten eingesetzt werden können. Dieser Einschätzung widerspricht der Wirtschaftshistoriker Werner Abelshauser; zwischen dem Mauerbau und der Anwerbung türkischer Arbeitnehmer gebe es keinen Zusammenhang, weil ganz unterschiedliche Sektoren des Arbeitsmarktes betroffen gewesen seien, insbesondere bezogen auf das Qualifikationsniveau.
Anfang der 1960er lehnte die Bundesregierung bereits zahlreiche Anfragen nach Anwerbeabkommen aus außereuropäischen Staaten ab. Die Abkommen mit der Türkei (1961), Marokko (1963) und Tunesien (1965) sahen verschärfte Bedingungen vor: Die Anwerbung war auf zwei Jahre beschränkt; die Gesundheitsprüfung diente bei Menschen aus der Türkei und Tunesien nicht nur zur Überprüfung der Arbeitsfähigkeit, sondern auch dem Seuchenschutz. Für türkische Arbeitsmigranten wurde mit Wirkung zum 30. September 1964 die Befristung, die zuvor auf Wunsch der Bundesrepublik sowie der Türkei eingeführt worden war, aufgehoben. Die Zahlen der Arbeitsmigranten aus Marokko und Tunesien blieben im Vergleich zur Türkei gering: Marokkaner und Tunesier zogen vielfach eine Auswanderung nach Frankreich vor. In Deutschland arbeiteten die meisten marokkanischen Arbeiter im Steinkohlenbergbau, andere in der metallverarbeitenden Industrie, dem Baugewerbe und der Landwirtschaft. Das Anwerbeabkommen mit Marokko beruhte vor allem auf dem Interesse deutscher Arbeitgeber des Bergbaus an marokkanischen Bergarbeitern aus der Rif-Region; auf diplomatischer Ebene ging es auch um eine engere Anbindung an den Westen.
Außerdem schloss die Bundesrepublik Abkommen mit Südkorea für die Anwerbung von Bergarbeitern (1963) und Krankenschwestern (1971), wobei sowohl wirtschaftliche als auch außenpolitische Motive eine Rolle spielten.
Am 10. September 1964 wurde der Portugiese Armando Rodrigues de Sá als millionster Gastarbeiter in Deutschland feierlich begrüßt. Zu diesem Zeitpunkt waren insgesamt 78 % der ausländischen Arbeitnehmer in der Bundesrepublik Deutschland männlich, 22 % weiblich. Der Anteil der Frauen stieg dort im Zeitraum von 1960 bis 1973 von 15 % auf rund 30 %. Der Anteil der Erwerbstätigen war im Jahr 1970 unter ausländischen Frauen (55 %) deutlich höher als unter westdeutschen Frauen (29 %).
In den 1960er Jahren erhielten die Gastarbeiter zumeist als un- oder angelernte Arbeiter einen Arbeitsplatz in der Industrie. Dabei arbeiteten sie vor allem in Bereichen, in denen schwere und schmutzige Arbeit verrichtet werden musste und wo das Schichtsystem, serielle Produktionsformen mit niedrigen Qualifikationsanforderungen (Fließbandarbeit) sowie der Akkordlohn den Arbeitsalltag bestimmten. Zu Beginn wurden vor allem ungelernte Arbeitskräfte angeworben, später auch Facharbeiter. Man spricht auch von einer Unterschichtung der Arbeitswelt, da Migranten vor allem unbeliebte und schlecht bezahlte Arbeiten übernahmen und einheimische Arbeitnehmer in einer Art Fahrstuhleffekt höher bezahlte Stellen erreichen konnten. Nach allgemeiner Auffassung trugen die angeworbenen Arbeitskräfte aus dem Ausland erheblich zum deutschen „Wirtschaftswunder“ bei.
Durchschnittliche deutsche Arbeitslosenquote – bis 1990
 nur Westdeutschland, ab 1991 Gesamtdeutschland
Für die Unternehmen als Nachfrager von Arbeitskräften hatte die Rekrutierung von Gastarbeitern finanzielle Vorteile, weil aus ihrer Perspektive deutsche Arbeiter dieselben Arbeitsplätze nur mit erheblichen Lohnzugeständnissen angenommen hätten. Die zusätzlichen Arbeitskräfte fungierten als eine mobile Arbeitskraftreserve, zugespitzt auch als „industrielle Reservearmee“ bezeichnet. Im Umkehrschluss hatte die Anwerbung von ausländischen Arbeitskräften somit Einfluss auf das Lohnniveau von deutschen Anbietern von Arbeitskraft, insbesondere im Niedriglohnbereich. Frauen wurden meist für den Niedriglohnsektor oder für die damaligen Leichtlohngruppen angeworben.
Um Widerstände in den Herkunftsländern gegen die Anwerbung von Frauen ins Ausland zu überwinden, wurden Frauen möglichst nur in Gruppen angeworben, wurden Arbeitsplätze und Unterkünfte vom Arbeitsamt vorab auf moralische Zuträglichkeit überprüft und wurde eine intensive Betreuung angestrebt, vorzugsweise durch die Caritas oder den Katholischen Mädchenschutz. Viele zogen dorthin, wo bereits Verwandte oder der Ehepartner lebten. Mütter zählten nicht zur vorrangigen Zielgruppe der Anwerbung, und kinderreiche Mütter wurden im Rahmen des Ermessens nicht angenommen. Schwangere hatten zwar prinzipiell Anspruch auf Mutterschutz und Kündigungsschutz, den Anspruch auf gleichberechtigte sozialstaatliche Teilhabe sprach die Bundesanstalt jedoch Arbeitgebern gegenüber nicht offen an. Ab 1969/1970 setzten die Anwerbekommissionen bei der Auswahl Schwangerschaftstests ein. Insgesamt war und blieb die Arbeitsmigration trotz gegenteiliger Bemühungen eng mit der Familienmigration verknüpft.
Die Abkommen mit Italien, Spanien, Griechenland und Portugal enthielten jeweils eine Klausel zum Familiennachzug, die eine wohlwollende Prüfung eines Antrags auf Familiennachzug seitens der bundesdeutschen Behörden in Aussicht stellte. Die Abkommen mit der Türkei, Marokko, Tunesien und Jugoslawien enthielten hingegen keine solche Klausel. Bei dem Abkommen mit Portugal (1964) drängte das Innenministerium zunächst ebenfalls auf einen Ausschluss des Familiennachzugs, setzte dies aber nicht durch.
Die Möglichkeit des Familiennachzugs wurde in den Jahren 1965/1966 durch Beschlüsse der Innenministerkonferenz weiter geregelt. Sie bestand für Ehegatten und minderjährige Kinder bis zur Vollendung des 21. Lebensjahres, wurde zunächst aber nur wenig genutzt. Viele ausländische Arbeitskräfte „pendelten“ vielmehr, indem sie nach ihrem Aufenthalt in der Bundesrepublik wieder in ihr Herkunftsland zurückkehrten, um danach eine erneute Beschäftigung in Deutschland aufzunehmen. Die Innenministerien von Bund und Ländern vertraten im Vergleich zu anderen Ministerien eine restriktivere Position. Sie entwickelten Pläne, um den Aufenthalt im Land durch einen Rückkehrzwang und durch Hürden beim Familiennachzug zu begrenzen – ähnlich wie dies im Deutschen Kaiserreich und in der Weimarer Republik geregelt gewesen war. Angesichts des wirtschaftlichen Interesses an der Arbeitsmigration setzten sie diese Pläne in den 1960er-Jahren jedoch nicht gegenüber anderen beteiligten Ressorts durch.
Im Zuge der Rezession 1966/1967 kehrten viele Gastarbeiter in ihre Heimat zurück, da ihre Verträge nicht verlängert wurden. Etwa 100.000 jugoslawische Arbeitskräfte kamen von 1961 bis 1968 auf der Basis privater Verträge mit Arbeitgebern nach Deutschland. Nachdem die Bundesrepublik im Januar 1968 wieder diplomatische Beziehungen mit Jugoslawien aufgenommen hatte – 1957 waren die Beziehungen wegen der Hallstein-Doktrin abgebrochen worden –, wurde mit diesem Land im selben Jahr ein Anwerbeabkommen geschlossen. Dies geschah aus außenpolitischen Erwägungen und trotz ausdrücklicher Vorbehalte des Bundesarbeitsministeriums. Ab 1970 bildeten die Türken die größte Gruppe von Ausländern in der Bundesrepublik.
Im November 1972 beendete ein Rundschreiben des Auswärtigen Amtes an deutsche Konsulate die Möglichkeit, ohne Einbeziehung der Anwerbekommission mit einem Arbeitsvisum einzureisen („zweiter Weg“). Im Jahr 1973, zur Zeit der Ölkrise und der damit verbundenen Wirtschaftsflaute, wurde ein Anwerbestopp von Gastarbeitern verhängt.

### Anwerbestopp 1973

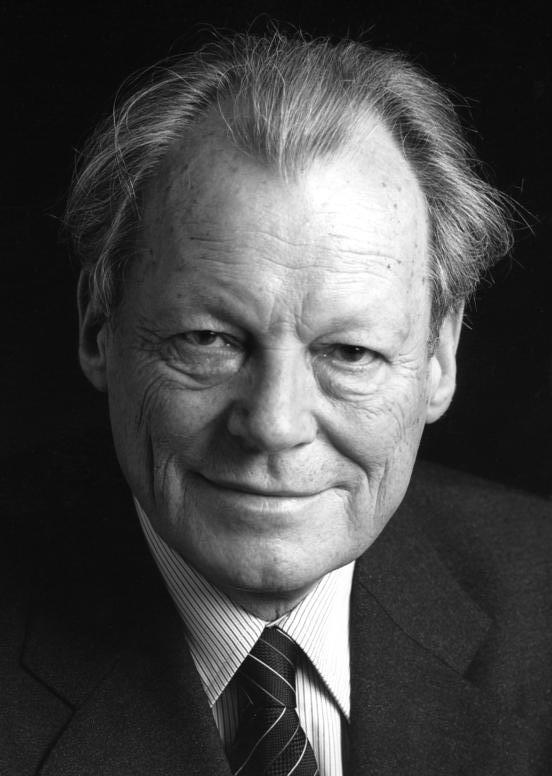
Willy Brandt

Am 23. November 1973 verfügte die Regierung Brandt II durch einen Erlass des Bundesministeriums für Arbeit und Sozialordnung (BMAS) aus Anlass der aktuellen Energie- und Wirtschaftskrise einen Anwerbestopp, unterzeichnet von Bundesarbeitsminister Walter Arendt. Der Erlass beendete die Vermittlung ausländischer Arbeitnehmer aus allen Anwerbestaaten mit Ausnahme Italiens und ordnete zugleich eine restriktive Praxis bei der Neuerteilung von Arbeitserlaubnissen an. Laut Abelshauser war für den Stopp nicht allein die konjunkturelle Krise relevant, also die Ölkrise von 1973 und ihre Folgen, sondern auch eine sich abzeichnende strukturelle Krise – die ersten Anzeichen einer „Krise der standardisierten Massenproduktion“, welche „der Nachfrage nach ungelernten Industriearbeitern dauerhaft die Grundlage entzog“. Andere sehen einen wesentlichen Grund für den Anwerbestopp darin, dass die Regierung sich der sozialen und politischen Kosten der Anwerbeprogramme stärker bewusst geworden sei. Zum Zeitpunkt des Anwerbestopps waren etwa 2,6 Millionen ausländische Arbeitnehmer in der Bundesrepublik beschäftigt. Danach hielt die Zuwanderung auf einem niedrigen Niveau weiter an. Es handelte sich nunmehr weitgehend um nachziehende Ehepartner und Kinder.
Mit einer Weisung zur Beschäftigung ausländischer Arbeitnehmer vom 13. November 1974 nahm die Bundesanstalt für Arbeit bestimmte Branchen vom Anwerbeverbot aus. Es handelte sich dabei um die Branchen Bergbau, Fisch- und Konservenindustrie, Torfindustrie und Hotel- und Gaststättengewerbe. Da das Übereinkommen mit Südkorea in Artikel 1 vorsah, im Zusammenhang mit der Anwerbung „die beruflichen Kenntnisse der koreanischen Bergarbeiter zu erweitern und zu vervollkommnen“, wurde die Anwerbung koreanischer Bergarbeiter als „technische Entwicklungshilfe“ eingestuft und musste daher nicht unterbrochen werden. Aus Südkorea wurden über den offiziellen Anwerbestopp hinaus bis 1977 weiterhin Bergarbeiter, Krankenschwestern und Krankenpflegehelferinnen angeworben.
Ab dem 1. Dezember 1974 galt eine Arbeitsmarktzugangssperre: Bereits in der Bundesrepublik lebende Ausländer konnten von da an keine Arbeitserlaubnis mehr für eine erstmalige Beschäftigungsaufnahme erhalten. Ausnahmen galten diesbezüglich nur für bestimmte jugendliche Familienangehörige ausländischer Arbeitskräfte sowie in Bereichen mit hohem Arbeitskräftebedarf.
Für Unternehmen, die mit ausländischen Unternehmen kooperierten, bestand nach dem Anwerbestopp weiterhin die Möglichkeit, durch Abschluss eines Werkvertrages mit ihrem ausländischen Vertragspartner ausländische Arbeitskräfte anzuheuern. Da hierbei die Werksvertragsarbeitnehmer keine arbeitsvertragliche Beziehung zum deutschen Vertragspartner hatten, unterlagen diese Verträge nicht dem deutschen Arbeits- und Sozialrecht.
Der „Anwerbestopp“ (1973) bedeutete für in Deutschland beschäftigte Arbeitsmigranten, dass ihnen nunmehr die Möglichkeit versperrt war, unter Kündigung des Arbeitsverhältnisses in die Heimat zurückzukehren und später wieder eine Arbeit in Deutschland aufzunehmen. Dieser Umstand, verstärkt durch eine Reduzierung des Kindergelds für nicht in Deutschland lebende Kinder (1975), führte in den 1970ern zu einem verstärkten Nachzug von Familienangehörigen, obwohl die Politik zunächst weiterhin an der dem „Rotationsmodell“ zugrunde liegenden Idee festhielt, dass der Aufenthalt von Gastarbeitern nur für eine beschränkte Zeit erfolgen solle. Da auf diesem Hintergrund das Thema einer Integrationspolitik von Seiten der Politik weitgehend ausgeklammert wurde, beschränkte sich die öffentliche Diskussion vornehmlich auf arbeitsmarkt- und verteilungspolitische Gesichtspunkte. Ungeachtet dieser Situation entwickelte sich die in den 1950er Jahren amtlich organisierte Arbeitswanderung gegen Ende der 1970er Jahre real zu einer „Einwanderungssituation“. Zum 1. Oktober 1978 ermöglichte eine Neuregelung des Aufenthaltsrechts („Verfestigungsregelung“) ausländischen Arbeitnehmern und ihren Familienangehörigen unter bestimmten Bedingungen nach fünf Jahren ununterbrochenen rechtmäßigen Aufenthalts den Zugang zur unbefristeten Aufenthaltserlaubnis und nach acht Jahren zur Aufenthaltsberechtigung. Das Rotationsmodell, das „offiziell und offen“ ohnehin zu keinem Zeitpunkt praktiziert worden war, spielte gegen Ende der 1970er Jahre keine Rolle mehr; stattdessen setzte eine kontroverse Diskussion um die endgültige Rückkehr der ursprünglich Angeworbenen in ihre Heimatländer ein.

### 1980er: Rückkehrförderung, beginnende Integration, Mauerfall
Im Jahr 1980 erreichten parallel dazu die Asylbewerberzahlen mit 92.918 Anträgen für 107.818 Personen einen ersten Höchststand. Es kam zu wachsender Arbeitslosigkeit und einem steigenden Ausländerzuzug; in Debatten in Politik und Medien wurden Arbeitsmigration und Asyl als „Ausländerthema“ vermengt und ideologisiert. Die Bundesregierung führte 1980 eine Visumpflicht für Türken ein. Zugleich bedeuteten die Beschlüsse 2/76 und 1/80 des Assoziationsrates EWG-Türkei eine größere Freizügigkeit zur Erbringung wirtschaftlicher Dienstleistungen und für den Aufenthalt von Familienangehörigen. Gesellschaftlich wurde in Deutschland die Zuwanderung von Arbeitskräften aus Italien, Spanien, Griechenland und Portugal als notwendige Folge der europäischen Integration angesehen, nicht aber die Zuwanderung aus der Türkei. Helmut Kohl, der 1982 Bundeskanzler wurde, richtete die Ausländerpolitik auf drei Schwerpunkte aus: die Aufrechterhaltung des Anwerbestopps, die Einschränkung des Familiennachzugs und die Förderung der Rückkehrbereitschaft. Laut Protokollen der britischen Regierung hielt Kohl es für nötig, über die folgenden vier Jahre „die Zahl der Türken um 50 Prozent zu reduzieren“. Mit dem umstrittenen Rückkehrhilfegesetz (RückHG) zur finanziellen Förderung der Rückkehrbereitschaft ausländischer Arbeitnehmer versuchte die Bundesregierung 1983/84 eine Entlastung des Arbeitsmarktes zu erzielen, der von zunehmender Arbeitslosigkeit gekennzeichnet war.
Eine im Jahr 1984 durchgeführte Umfrage unter 2.000 Menschen, bei der Mehrfachnennungen möglich waren, die Rückkehrhilfe beantragten, zeigte, dass für alle außer den türkischen Rückkehrern die Arbeitsplatzprobleme der wesentlichste Grund für die Rückkehr war. Etwa die Hälfte der befragten türkischen Arbeitnehmer nannten Heimweh und Arbeitsplatzprobleme und jeder Dritte von ihnen gesundheitliche Probleme. Ausländerfeindlichkeit nannten rund 10 Prozent der Spanier und Griechen sowie jeder Vierte der Jugoslawen und Türken als Motive für die Rückkehr. Im Jahr 1984 bildeten türkische Staatsangehörige etwa 40 % der aus Deutschland fortziehenden Ausländer, hauptsächlich als Folge des Rückkehrhilfegesetzes; zuvor hatten sie 1976 und 1977 jeweils ein Viertel aller Fortzüge von Ausländern aus Deutschland dargestellt.
In den 1980er-Jahren traf die Bundesregierung Maßnahmen, um Ausländer – vor allem diejenigen mit längerfristigen Aufenthaltstiteln – durch Sprachförderung und die Vermittlung von Informationen zum Arbeitsmarkt besser in den Arbeitsmarkt zu integrieren. Es handelte sich jedoch nicht um eine umfassende Integrationspolitik. Nach dem Mauerfall kam es für Einwanderer der ersten Generation verstärkt zu Erfahrungen gesellschaftlicher Ablehnung und einer wirtschaftlichen und sozialen Unsicherheit. Ereignisse wie die Ausschreitungen in Hoyerswerda, in Rostock-Lichtenhagen, in Mölln und in Solingen sowie die einsetzende Asyldebatte beförderten die Befürchtung einer Ausgrenzung als Ausländer.

### Ausblick
Die Zeitspanne der Anwerbepolitik wird heute als eine von mehreren Phasen in der Geschichte der bundesdeutschen Zuwanderungspolitik aufgefasst, auch „Anwerbephase“ genannt. Für Nicht-EU-Bürger gilt der Anwerbestopp nach Maßgabe der einschlägigen ausländerrechtlichen Bestimmungen de facto bis heute, wenngleich er durch andere Möglichkeiten wie den Familiennachzug, die Aufenthaltserteilung zum Zweck des Studiums und die Öffnung legaler Zuzugswege für Fachkräfte teilweise relativiert wurde. In den 1980er Jahren traten Griechenland (1981), Portugal (1986) und Spanien (1986) der Europäischen Wirtschaftsgemeinschaft bei, mit der Folge der Arbeitnehmerfreizügigkeit für ihre Bürger. Ende der 1980er Jahre schloss die Bundesregierung Werkvertragsarbeitnehmerabkommen mit mittel- und osteuropäischen Staaten und der Türkei. Diese Abkommen koppelten die Ausführung von Werksverträgen an die Voraussetzung einer Entlohnung, die einschlägigen deutschen Tarifverträgen für vergleichbare Tätigkeiten entsprach. Heute bestehen derartige Abkommen mit Bosnien und Herzegowina, mit Nordmazedonien, mit Serbien und mit der Türkei (§ 29 BeschV).
Durch die Anwerbestoppausnahmeverordnung (ASAV) vom 17. September 1998 und § 9 der Arbeitsgenehmigungsverordnung (ArGV) zu arbeitsgenehmigungsfreier Beschäftigung vom 17. September 1998, die Green-Card-Offensive (2000), das Aufenthaltsgesetz (2005) mit den dazu ergangenen Rechtsverordnungen und die Beschäftigungsverordnung (2013) wurden eng umgrenzte Möglichkeiten der Arbeitskräftezuwanderung für qualifizierte Arbeitskräfte aus Nicht-EU-Staaten geschaffen.
Die Anwerbestoppausnahmeverordnung wurde 2008 durch das Gesetz zur Neuausrichtung der arbeitsmarktpolitischen Instrumente (ArbMINAG) grundlegend geändert. Im Abschlussbericht der Hochrangigen Konsensgruppe Fachkräftebedarf und Zuwanderung von 2011 wurde betont, dass die Regelungen, die Fachkräftezuwanderung ermöglichten, formal Ausnahmen zum grundsätzlich geltenden Anwerbestopp waren. Die Konsensgruppe forderte, diese Systematik durch eine Neufassung des Aufenthaltsgesetzes umzukehren, um deutlich zu machen, dass Zuwanderung nach Deutschland explizit gewünscht und gefördert werde. Dieser „Paradigmenwechsel“ sei „unverzichtbar, um eine Einladungs- und Willkommenskultur bei uns zu entwickeln“. Die Anwerbestoppausnahmeverordnung wurde zum Ende 2011 aufgehoben.
Weitere Möglichkeiten der Arbeitskräftezuwanderung für qualifizierte Arbeitskräfte aus Nicht-EU-Staaten schuf das zum 1. März 2020 in Kraft tretende Fachkräfteeinwanderungsgesetz (allgemeiner siehe auch: Bundesdeutsche Ausländerpolitik).
Bis heute gelten in den Anwerbeabkommen geregelte sozial- und aufenthaltsrechtliche Vergünstigungen für Arbeitnehmer aus den Anwerbestaaten und ihre Familienangehörigen fort.
Eine Regelung, der zufolge Kinder unter 16 Jahren aus den (ehemaligen) Anwerbestaaten von der Visum- und Aufenthaltserlaubnispflicht befreit waren, wurde im Januar 1997 durch eine Eilverordnung des Bundesinnenministeriums widerrufen.
Zur Arbeitsmigration im Allgemeinen siehe die Kapitel: „Entwicklung in der Bundesrepublik Deutschland bis zur Wiedervereinigung“ und „Entwicklungen nach der Wiedervereinigung und politische Debatte“ des Artikels „Arbeitsmigration“

## Zwischenstaatliche Übereinkünfte

### Anwerbeabkommen der Bundesrepublik: Südeuropa und Mittelmeer-Anrainerstaaten

Anwerbeabkommen der Bundesrepublik Deutschland (1955 bis 1968), orange eingefärbt die Vertragspartner

Die folgenden Vereinbarungen wurden mit Staaten getroffen, die zu Südeuropa zählen oder an das Mittelmeer angrenzen. Als Muster diente das erste Abkommen mit Italien:
- 1955: Anwerbeabkommen zwischen der Bundesrepublik Deutschland und Italien (Kabinett Adenauer II / Antonio Segni)
- 1960: Anwerbeabkommen zwischen der Bundesrepublik Deutschland und Spanien (Kabinett Adenauer III / Francisco Franco)
- 1960: Anwerbeabkommen zwischen der Bundesrepublik Deutschland und Griechenland (Kabinett Adenauer III / Konstantinos Karamanlis)
- 1961: Anwerbeabkommen zwischen der Bundesrepublik Deutschland und der Türkei (Kabinett Adenauer III / Cemal Gürsel)
- 1963: Anwerbeabkommen zwischen der Bundesrepublik Deutschland und Marokko (Kabinett Adenauer V / Hassan II.)
- 1963: Anwerbeabkommen zwischen der   Bundesrepublik Deutschland (Kabinett Erhard I) und Südkorea regelten die Beschäftigung von Bergarbeitern
- 1964: Anwerbeabkommen zwischen der Bundesrepublik Deutschland und Portugal (Kabinett Erhard I / Américo Tomás)
- 1965: Anwerbeabkommen zwischen der Bundesrepublik Deutschland und Tunesien (Kabinett Erhard I / Habib Bourguiba)
- 1968: Anwerbeabkommen zwischen der Bundesrepublik Deutschland und Jugoslawien (Kabinett Kiesinger / Mika Špiljak)
- 1971: Anwerbeabkommen zwischen der Bundesrepublik Deutschland (Kabinett Brandt I) und Südkorea regelten die Anwerbung von Krankenpflegepersonal

Die Abkommen kamen häufig auf Initiative der Herkunftsländer zustande, die ihren Arbeitsmarkt entlasten und von Devisenerträgen profitieren wollten; für die Bundesrepublik bedeuteten sie einen volkswirtschaftlich gewünschten Zustrom an Arbeitskräften, insbesondere weil nach dem Mauerbau 1961 kaum noch Übersiedler aus der DDR kamen. Die Abkommen sollten eine staatliche Regulierung der Arbeitsmigration in Bezug auf Volumen und auf Qualifikation der Arbeitsmigranten gewährleisten.
Für Ausländer gab es neben dem ersten Weg, der Anwerbung (Einreise und Prüfung durch die Anwerbungskommission), auch andere Wege, um für eine Erwerbstätigkeit in die Bundesrepublik zu kommen. Der zweite Weg war die Einreise mit einem konsularischen Sichtvermerk auf Grund eines existierenden Arbeitsangebots, wobei die Erteilung des Sichtvermerks eine Bewilligung durch die deutsche Polizei und die deutschen Arbeitsämter erforderte, die unter anderem prüften, ob ein geeigneter deutscher Arbeiter für die offene Stelle vorhanden war (Prinzip des Inländerprimats). Dieser Weg war durch einen Ratsbeschluss der Organisation für wirtschaftliche Zusammenarbeit und Entwicklung (OEEC) von 1953 untermauert, nach dem kein Arbeitnehmer daran zu hindern sei, einen Arbeitsvertrag direkt in der Bundesrepublik abzuschließen. Der dritte Weg war die Einreise mit einem Touristenvisum, um dann eine Aufenthalts- und Arbeitserlaubnis zu beantragen.
Durch drei Verordnungen vom August 1961, vom März 1964 und vom Oktober 1968 wurde die Freizügigkeit der Arbeitskräfte in der EWG eingeführt. In der Folge brauchten EWG-Arbeitnehmer ab dem 1. Januar 1962 keinen Sichtvermerk mehr zur Einreise, sondern es reichte ein Personalausweis. Das Anwerbeabkommen war von da an für italienische Arbeitnehmer weniger wichtig. Auch weitere Anwerbestaaten – Spanien, Griechenland, Portugal – traten später der EWG bei. (Siehe hierzu auch den Abschnitt „Ausblick“ sowie den Abschnitt „Geschichte“ im Artikel „Italiener in Deutschland“).

### Weitere Anwerbeabkommen der Bundesrepublik
Neben den bereits genannten Anwerbeabkommen gab es Anwerbeabkommen mit weiteren Staaten. Anfang der 1950er traf die Bundesregierung bilaterale Abkommen mit Österreich (1951), Belgien (1952), Spanien (1952) und Schweden (1953), die der Vervollkommnung von Berufs- und Sprachkenntnissen dienen sollten und auf wenige hundert Gastarbeitnehmer jährlich beschränkt waren (Österreich 500, Belgien 150, Spanien 150 und Schweden 250 pro Jahr). Außerdem vereinbarte sie zwecks Anwerbung von Bergleuten Programme zur befristeten Beschäftigung mit Südkorea, Japan und Chile, die – ebenso wie die Abkommen mit Marokko und Tunesien – im Wesentlichen auf zeitlich befristete Beschäftigungsprogramme zielten. Die Anwerbung aus Japan und Chile sowie die Anwerbung männlicher Arbeitskräfte aus Korea dienten dem Bergbau. Hintergrund der Anwerbung aus Japan waren zum einen der Arbeitskräftemangel, zum anderen die Rationalisierungsmaßnahmen im japanischen Bergbau in den 1950er Jahren. Mit Japan wurde im Jahr 1957 durch Notenwechsel eine auf drei Jahre befristete Beschäftigung von 500 japanischen Bergmännern in der Bundesrepublik vereinbart; hierfür wurden die Arbeitnehmer von ihren Stammbetrieben in Japan beurlaubt. Die Anwerbung aus Japan kam in den 1960ern im Zuge der Anwerbung anderer Gastarbeiter zum Erliegen. In den Jahren 1963 und 1971 wurden Anwerbeabkommen zwischen der Bundesrepublik Deutschland und Südkorea geschlossen: Das Abkommen von 1963 regelte die Anwerbung von Bergmännern und das Abkommen von 1971 die Anwerbung von Krankenschwestern und Krankenpflegehelferinnen. Die gesetzliche Grundlage für die Anwerbung südkoreanischer Bergleute waren drei Bekanntmachungen der Bundesregierung aus den Jahren 1964, 1970 und 1971. Bei der Anwerbung koreanischer Krankenschwestern und Krankenpflegehelferinnen lag anders als bei den übrigen Anwerbeabkommen die Verantwortung für die Auswahl der Arbeitskräfte nicht bei einer deutschen Behörde, sondern bei einer Organisation vor Ort, der Korean Overseas Development Corporation (KODCO).

### Vergleichbare Anwerbeabkommen anderer Staaten
Vergleichbare Anwerbeprogramme führten auch andere europäische Staaten durch, etwa Belgien und die Niederlande. Bilaterale Abkommen über die Anwerbung stellten einen gewissen Schutz für die Auswanderer dar. Sie gaben den Entsendestaaten außerdem die Möglichkeit, über die Beteiligung ihrer Arbeitsämter die Auswanderung zu steuern – etwa indem im Inland benötigten Fachkräften zunächst eine Stelle im eigenen Land angeboten wurde.
Eine innereuropäische Arbeitsmigration begann schon 1945/46, kurz nach Ende des Zweiten Weltkriegs, vor allem aus Italien. Mehrere Staaten schlossen bilaterale Verträge mit Italien ab, nach denen Arbeitskräfte von dort angeworben werden konnten. Aus der Bundesrepublik Deutschland wurden Arbeitskräfte ins außereuropäische Ausland angeworben: Australien schloss 1952 eine Wanderungsvereinbarung mit der Bundesrepublik ab, die eine Anwerbung von deutschen Arbeitskräften über die deutschen Arbeitsämter ebenso wie über eine Direktbewerbung bei den australischen Vertretern in der Bundesrepublik erlaubte.
Eine 1953 veröffentlichte OEEC-Studie verglich die Anwerbepraktiken der verschiedenen Staaten. Sie ähnelten sich darin, dass bilaterale Abkommen der Massenanwerbung einer großen Zahl vergleichbar qualifizierter Fachkräfte dienten, wohingegen Einzelanwerbungen vor allem der Anwerbung höher qualifizierter Arbeitskräfte dienten.
Zu Vertragsarbeitern in der DDR und zu Gastarbeitern in anderen Staaten (Österreich, Schweiz) siehe: Artikel „Gastarbeiter“, Abschnitt „Situation in der DDR“ und darauf folgende Abschnitte

### Europäische Abkommen zur sozialen Sicherheit
Auf europäischer Ebene wurden am 11. Dezember 1953 vier Interimsabkommen geschlossen, die Deutschland unterzeichnete:
- ein Abkommen über Alters-, Hinterbliebenen- und Invalidenrenten (SEV-Nr. 012),[126]
- ein Abkommen über Sozialversicherungsleistungen im Falle von Krankheit, Mutterschaft, Arbeitsunfällen, Berufskrankheiten und Arbeitslosigkeit sowie Familienleistungen (SEV-Nr. 013),[127][128]
- zwei Zusatzprotokolle (SEV-Nr. 012A und 013A), die den persönlichen Gegenstandsbereich der beiden Abkommen auf Flüchtlinge ausdehnen.

Diese Interimsabkommen wiesen noch einige Lücken auf, insbesondere für Menschen, die in mehr als zwei Staaten tätig gewesen waren. Zugleich mit den Interimsabkommen wurde das Europäische Fürsorgeabkommen (SEV-Nr. 014) geschlossen, das eine Gleichbehandlung der Bürger der Unterzeichnerstaaten mit Inländern vorsieht und ein weitgehendes Verbot, sie nur deswegen auszuweisen, weil sie sich in Not befinden. Dieses Ausweisungsverbot gilt, wenn der Hilfsbedürftige sich bereits fünf Jahre – bzw. zehn Jahre, falls er älter als 55 Jahre ist – im Inland aufgehalten hat. Dabei werden Zeiten, in der er Fürsorgeleistungen in Anspruch genommen hat, nicht mitgezählt. Auch hierzu wurde ein entsprechendes Zusatzprotokoll (SEV-Nr. 014A) abgeschlossen.

## Rechtsgrundlagen in der Bundesrepublik Deutschland
Gesetzliche Grundlage für die Aufnahme der Arbeitsmigranten bildeten zwei Verordnungen aus der Zeit des Nationalsozialismus und der Weltwirtschaftskrise, die eine verstärkte staatliche Intervention in den Arbeitsmarkt ermöglichten:
- die Ausländerpolizeiverordnung (APVO) vom 22. August 1938,[133] die die Gewährung von Aufenthaltserlaubnissen und den Erlass von Aufenthaltsverboten regelte: Das Bundesinnenministerium[134] setzte die APVO im Jahr 1951 vorrangig aufgrund der Interessen der Landesinnenministerien an einer Kontrolle und Überwachung des Grenzverkehrs wieder in Kraft[135] – mit der Änderung, dass eine unrichtige Angabe über die „Rassenzugehörigkeit“ nun nicht mehr als Grund für ein Aufenthaltsverbot galt.[136] Die Inkraftsetzung geschah ohne Beteiligung des Parlaments, ebenso wie dies später beim Anwerbestopp der Fall war.[134]
- die Verordnung über ausländische Arbeitnehmer (VOüAA) vom 23. Januar 1933,[137] die als Fortentwicklung zweier vorangegangenen Verordnungen der 1920er Jahre der Zentralisierung der staatlichen Verfügungsmacht zur Kontrolle über die Ausländerbeschäftigung diente: Die VOüAA wurde 1952 nach Diskussionen in den zuständigen Arbeitsverwaltungsbehörden und weitgehend ohne inhaltliche Überprüfung wieder in Kraft gesetzt.[138] Da die VOüAA noch vor der Machtübernahme der Nationalsozialisten erlassen worden war, blieb dabei unberücksichtigt, dass der Erlass vom Präsident der Reichsarbeitsverwaltung Friedrich Syrup stammte,[139] der danach in verantwortlicher Position mit der Organisation der NS-Zwangsarbeit befasst gewesen war.

Später bildete das Ausländergesetz (AuslG) vom 28. April 1965 die Grundlage. Dieses wurde weitgehend ohne konträre Debatten verabschiedet und trat in weiten Teilen am 1. Oktober 1965 in Kraft.
Von besonderer Bedeutung ist des Weiteren der 1973 erlassene Anwerbestopp. Zehn Jahre später sollte das Rückkehrhilfegesetz vom 28. November 1983 die Ausreise von arbeitslosen Arbeitsmigranten aus Deutschland fördern.

## Nichtstaatliche Akteure und Positionen

### Parteien
Die Anwerbeprogramme wurden ab 1955 bis 1969 unter von den Unionsparteien angeführten Regierungen beschlossen. Um religiöse und kulturelle Heterogenität zu vermeiden, sollten die Abkommen gemäß den Vorstellungen von Bundesarbeitsminister Theodor Blank (CDU) auf europäische Staaten beschränkt sein. Später wurde davon abgewichen und dabei zur Bedingung gemacht, dass der Aufenthalt von Nicht-Europäern auf zwei Jahre begrenzt würde. Diese Einschränkung wurde wenige Jahre später aufgehoben. Der Anwerbestopp von 1973 wurde hingegen von SPD und FDP beschlossen, nachdem ab etwa 1972 einige Politiker der sozialliberalen Koalition – darunter Bundeskanzler Willy Brandt, Arbeitsminister Walter Arendt, Innenminister Hans-Dietrich Genscher und Wirtschaftsminister Helmut Schmidt – begonnen hatten, sich öffentlich Gedanken darüber zu machen, wie die Arbeitsmigration in die Bundesrepublik begrenzt werden könnte. Die Union sprach sich derweil gegen den Stopp aus: Sie befürwortete eine stärkere Regulierung, aber Fortführung der Anwerbepolitik.
Die CDU erklärte sich in ihrem Grundsatzprogramm von 1978 als „zur sozialen Integration der ausländischen Arbeitnehmer und ihrer Familien in unsere Gesellschaft sowie zur Erhaltung ihrer kulturellen Eigenständigkeit und der Förderung ihrer Kontakte zum Heimatland“ verpflichtet. Familien sollten sich die Möglichkeit zur Rückkehr offenhalten können, und es seien Maßnahmen zu treffen, um eine gesellschaftliche Isolation der Kinder zu vermeiden.
Im September 1979 veröffentlichte Heinz Kühn (SPD) als Leiter des im Jahr zuvor gegründeten Amtes des Ausländerbeauftragten der Bundesregierung ein Memorandum zur Situation der ausländischen Arbeitnehmer und ihrer Familien, in welchem er die Bundesrepublik als faktisches Einwanderungsland bezeichnete, die politische Verantwortung des Aufnahmelandes gegenüber den Arbeitsmigranten anerkannte und eine konsequente Politik der Integration skizzierte und einforderte. Die sogenannte Ausländerpolitik der SPD/FDP-Bundesregierung blieb jedoch weiterhin auf Konzepte zur sozialen Integration auf Zeit ausgerichtet.
Im Ergebnis ihrer Koalitionsgespräche erklärten Union und FDP am 1. Oktober 1982: „Deutschland ist kein Einwanderungsland. Es sind daher alle humanitär vertretbaren Maßnahmen zu ergreifen, um den Zuzug von Ausländern zu unterbinden.“ Am Anwerbestopp hielten sie ausdrücklich fest. Ab 1982 machte Bundesinnenminister Friedrich Zimmermann (CSU) sich dafür stark, das Nachzugsalter für Kinder aus Nicht-EWG-Staaten – womit er sich ausdrücklich auf Nachzug aus der Türkei bezog – von 16 auf sechs Jahre zu senken. Er stieß dabei auf Widerstand innerhalb der Union, insbesondere seitens Arbeitsminister Norbert Blüm, und hatte damit letztlich keinen Erfolg. Außenpolitisch hatte auch die Türkei Druck ausgeübt, um eine Absenkung dieser Altersgrenze zu verhindern. Die Union verlangte in ihrem Wahlprogramm von 1986, dass „die Zahl der Ausländer nicht weiter zunimmt“ und plädierte darin zugleich erstmals ausdrücklich für eine Integration der in Deutschland lebenden Ausländer. Die FDP trug in den 1980er Jahren als Koalitionspartner die restriktive Politik der Union weitgehend mit. Die Ausländerbeauftragte Liselotte Funcke (FDP) trat im Juli 1991 unter Hinweis auf die mangelnden Ressourcen ihres Amtes zurück, um einen Anstoß für eine Grundsatzdiskussion zu geben; Cornelia Schmalz-Jacobsen (FDP) wurde im November als ihre Nachfolgerin eingesetzt. Ende 1991 strich die CDU die Aussage „Deutschland ist kein Einwanderungsland“ aus ihrem Dresdner Manifest.
Die 1980 gegründete Partei Die Grünen sprach sich für eine liberale Ausländer- und Migrationspolitik aus. Angesichts der Tatsache, dass zahlreiche Ausländer nach Jahren legalen Aufenthalts keine Rechtssicherheit über ihre langfristige Perspektive in Deutschland hatten, vertraten Die Grünen die Auffassung, dass „Einwanderer möglichst umfassend die gleichen Rechte und Pflichten wie deutsche Staatsangehörige erlangen sollten“, um dem Verfassungsgrundsatz der Gleichheit aller Bürger zu entsprechen – insbesondere die Gleichbehandlung auf dem Arbeitsmarkt, die freie politische Betätigung, die umfassende soziale Absicherung und die Chancengleichheit in der Ausbildung betreffend. Sie brachten 1984 einen gemeinsam mit betroffenen Ausländern erarbeiteten Gesetzentwurf für ein Niederlassungsrecht in den Bundestag ein.

### Arbeitgeber
Anfang der 1950er Jahre herrschte ein Arbeitskräftemangel in der Bundesrepublik, vor allem in der Landwirtschaft und im Bergbau. Unternehmerverbände äußerten sich teils skeptisch gegenüber einer Anstellung von Ausländern. Nachdem die Bundesanstalt für Arbeitsvermittlung und Arbeitslosenversicherung 1955 für das Folgejahr einen zusätzlichen Arbeitskräftebedarf von 800.000 Menschen veranschlagt hatte, berichteten wirtschaftsnahe Medien über konkrete Vorteile von Anwerbemaßnahmen für Arbeitgeber. So verpflichteten Anwerbeabkommen sie zwar, ihren Arbeitern eine Unterkunft zur Verfügung zu stellen, doch seien die Standards niedrig und eine Unterbringung in Baracken ausreichend. Später sprachen sich Unternehmer stärker als alle anderen gesellschaftlichen Gruppen für Anwerbungen aus. Bergleuten wurden von vornherein die Sprachkenntnisse vermittelt, die notwendig waren, um sie unter Tage einsetzen zu können.
Das Rotationsprinzip, nach dem Gastarbeiter auf Zeit nach Deutschland kommen und anschließend mit Ersparnissen und neu erworbenen technischen Kenntnissen wieder zurückkehren sollten, wurde zwar zu Beginn der Anwerbungen umgesetzt, wurde aber im Laufe der Zeit fallen gelassen, da die Wirtschaft auf die bereits eingearbeiteten Kräfte nicht verzichten wollte und viele Arbeitsmigranten bereitwillig blieben.
In den verschiedenen Großunternehmen wurde die Anwerbung sehr unterschiedlich gehandhabt. So warb das Volkswagenwerk Wolfsburg lange Zeit ausschließlich männliche Arbeitskräfte aus Italien an und unterschied deutlich zwischen einer Stammbelegschaft einerseits und einer Randbelegschaft andererseits, welche weitgehend aus Arbeitsmigranten und deutschen weiblichen Arbeitskräften bestand. Das Werk kompensierte eine zunehmende Fluktuation der Italiener, die Mitte der 1970er Jahre bei jährlich 60 % lag, durch stetige Neuanwerbungen, bei denen die Hilfe des Vatikans bemüht wurde. Andere Unternehmen hingegen – beispielsweise die Ford-Werke in Köln – gingen mit der Zeit zu unbefristeten Arbeitsverträgen über.

### Arbeitsmigranten

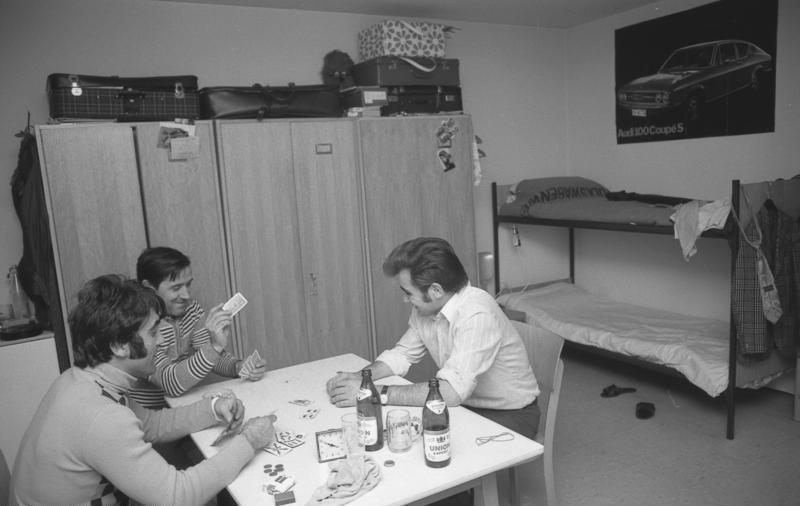
Wolfsburg, Gastarbeiter in einer Gemeinschaftsunterkunft, 1973

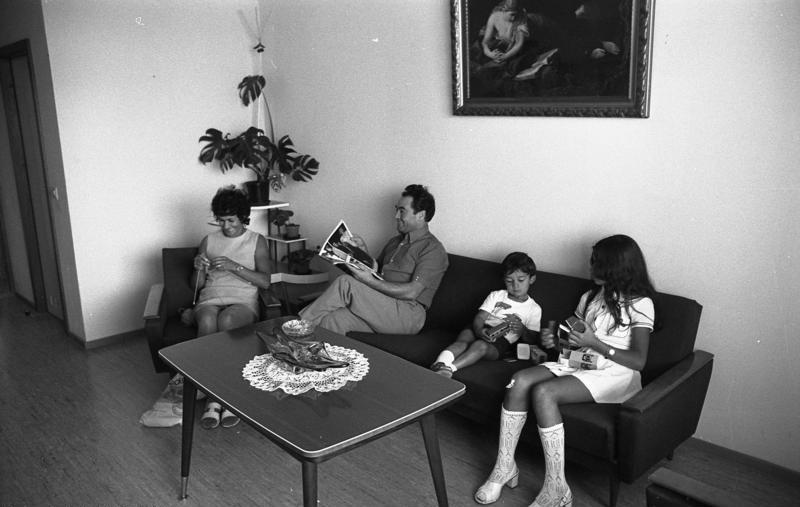
Wolfsburg, Gastarbeiterfamilie in ihrer Wohnung, 1973

Insgesamt kamen von 1955 bis 1973 etwa 14 Millionen Gastarbeiter in die Bundesrepublik. Nach dem Anwerbestopp verstärkte sich der Familiennachzug aus der Türkei auch deshalb, weil die Arbeitsmigranten befürchteten, es könnten in Zukunft strengere Regelungen zur Familienzusammenführung erlassen werden. Einerseits blieb für die Gastarbeiterfamilien die Haltung zum Aufnahmestaat im Allgemeinen ambivalent; andererseits führte der wahrgenommene Wandel in den ehemaligen Heimatländern zur Erfahrung von Fremdheit in diesen Familien.
Türkische Arbeitsmigranten stammten meist aus strukturschwächeren Regionen, oft aus dörflichen Verhältnissen, und kamen in einer städtischen Umgebung an. Zwischen der Freizügigkeit und Konsumorientierung in Deutschland und den traditionell geprägten Erziehungsvorstellungen der eingewanderten Familien konnte es zu Konflikten kommen.
Von den 1950er bis in die 1970er Jahre kamen 11.000 Krankenschwestern aus Südkorea in die Bundesrepublik. Da es in ihrem Heimatland die Kategorie der Hilfsschwester nicht gab, hatten die Koreanerinnen teils einen Qualifikationsvorsprung vor ihren deutschen Kolleginnen. Langfristig blieben etwa 30 % der koreanischen Arbeitsmigrantinnen in Deutschland, 70 % zogen weiter oder nach Südkorea zurück. Nach der Rückkehr wurde südkoreanischen Krankenschwestern, die ihre Ausbildung in Deutschland abgeschlossen hatten, eine Anerkennung ihrer Abschlüsse durch das US-amerikanisch geprägte Ausbildungssystem Südkoreas versagt. In Deutschland kämpften Krankenschwestern 1978 und Bergarbeiter 1979/1980 politisch für ein Bleiberecht und engagierten sich außerdem transnational für eine Demokratisierung Südkoreas.
Laut einer repräsentativen Untersuchung war ein Großteil der im Herbst 1968 im Bundesgebiet beschäftigten ausländischen Arbeitskräfte verheiratet (71 % der Männer und 64 % der Frauen; aus Anwerbestaaten: 72 % der Männer und 74 % der Frauen). Die Mehrzahl der verheirateten Männer und der weitaus größte Teil der verheirateten Frauen lebten mit ihren Ehepartnern im Bundesgebiet (54 % der verheirateten Männer und 90 % der verheirateten Frauen; aus Anwerbestaaten: 58 % und 92 %). Während deutsche verheiratete Frauen und Mütter, sofern sie erwerbstätig waren, häufig gemäß dem Zuverdienermodell in Teilzeit arbeiteten, ging man bei Gastarbeiterinnen auch dann, wenn sie Kinder hatten, von Vollzeit-Arbeitskräften aus.
Der Anteil derjenigen, die in Gemeinschaftsunterkünften lebten, verringerte sich mit der Zeit von etwa zwei Drittel (1962) auf 23 % (1972), 10 % (1980) und 6,6 % (1985).
In den Jahrzehnten nach dem Anwerbestopp stieg die Anzahl der ausländischen Selbständigen von etwa 40.000 (Anfang der 1970er) auf etwa 220.000 (1993); viele von ihnen arbeiteten im Gastgewerbe. Beruflich selbständig machten sich vor allem Italiener, Griechen und Türken. Im Bereich des Handwerks waren Ausländer zunehmend in handwerksähnlichen Berufen tätig, für die im Gegensatz zu den Handwerksberufen keine Meisterprüfung oder Ausnahmegenehmigung erforderlich war. Im Jahr 1993 gab es bundesweit insgesamt 16.100 ausländische Betriebsinhaber in diesem Bereich, darunter vor allem Flickschneider (9.300 ausländische Betriebsinhaber) und Speiseeishersteller (2.100 ausländische Betriebsinhaber).

### Gewerkschaften
In den Gewerkschaften gab es unterschiedliche Haltungen zur Anwerbung. Einerseits vertraten sie oft restriktive Positionen zur Migration. Andererseits war aus Sicht einiger Gewerkschaften eine regulierte Anwerbung mittels Abkommen einem weniger kontrollierten Zugang von Arbeitsmigranten vorzuziehen. Anfang der 1970er Jahre übten die Gewerkschaften angesichts steigender Arbeitslosigkeit gemeinsam mit Arbeitgeberverbänden und der staatlichen Arbeitsverwaltung zunehmend Druck auf die Bundesregierung aus, die Anwerbungen zu beenden, und nach dem Anwerbestopp von 1973 verhinderten sie dessen Lockerung.
Von Anbeginn der Anwerbeabkommen warben Gewerkschaften um Arbeitsmigranten als Mitglieder, der DGB und IG Metall führten eigene Abteilungen für die „Ausländerarbeit“ ein. Die Interessen der Gewerkschaften blieben jedoch weithin auf einheimische Arbeitnehmer fokussiert, vor allem auch in Krisenzeiten, in denen die Befürchtung einer Konkurrenz um Arbeitsplätze in den Vordergrund rückte. Nach der Reform des Betriebsverfassungsgesetzes im Jahr 1972 konnten erstmals auch Ausländer aus Nicht-EWG-Ländern in Betriebsräte gewählt werden. In den 1970er Jahren waren ausländische Arbeitnehmer zwar in einem vergleichbaren Ausmaß wie ihre deutschen Kollegen in Gewerkschaften organisiert, sie blieben in den Entscheidungsstrukturen aber unterrepräsentiert. Unter anderem wurden Arbeitsmigranten von den Gewerkschaften oft kurzfristige Interessen und mangelnde sprachliche und berufliche Kenntnisse unterstellt.
Im Jahr 1973 beteiligten sich 300.000 Beschäftigte an ungefähr 400 nicht genehmigten Streiks, die oft die Arbeitsbedingungen der Gastarbeiter betrafen. Als der wichtigste Arbeitskampf seitens der Arbeitsmigranten gilt der wilde Streik von 1973 in den Ford-Werken in Köln, in dem vor allem türkische Arbeitsmigranten streikten. Ebenfalls 1973 setzten sich Arbeiterinnen, vorwiegend Migrantinnen, im Vergaser-Unternehmen Pierburg in Neuss durch Streiks mit Erfolg gegen Leichtlohngruppen ein, unterstützt von der IG Metall, die sich mit den Streikenden solidarisch erklärte.
Die Rolle der Gewerkschaften im In- und Ausland bei der Anwerbung sowie die betriebliche und gewerkschaftliche Organisation der Gastarbeiter sind bisher nur wenig untersucht.

### Wohlfahrtsverbände
Ab den 1950er und 1960er Jahren boten die Wohlfahrtsverbände eine Ausländersozialberatung an, die eine Beratung zu alltagspraktischen Fragen wie Recht und Wohnungssuche ebenso wie Übersetzungsdienste und Rückkehrberatung umfasste. Gemäß dem Rotationsprinzip ging es dabei wenig oder gar nicht um eine soziale, berufliche und sprachliche Integration. Die Beratung wurde je nach Nationalität von verschiedenen Verbänden übernommen: Für Italiener, Spanier, Portugiesen und katholische Jugoslawen (vor allem Kroaten) von der Caritas, für Griechen von der Diakonie, für andere (vor allem Türken und Jugoslawen) von der Arbeiterwohlfahrt (AWO).
Ab 1984 traten vom Bundesministerium für Arbeit und Sozialordnung (BMA) erlassene Grundsätze in Kraft, die die Ausländersozialberatung und die fachliche Qualifikation der Berater regelten. Diejenigen Dienste, „die vorhandenen allgemeinen öffentlichen oder freien Versorgungsinstanzen obliegen oder aufgrund gesetzlicher Vorgaben einzurichten sind“, sollten nicht mehr von den Sozialberatern ausgeführt werden. Die Beratung zielte fortan darauf, „die Ausländer in die Lage zu versetzen, ihr Leben selbständig zu gestalten“ und „zwischen den Ausländern und den vorhandenen allgemeinen Dienstleistungsangeboten und Maßnahmen in öffentlicher und freier Trägerschaft zu vermitteln“. Übersetzungstätigkeiten, Beratungsdienste für andere Institutionen sowie Steuer- und Rechtsberatung waren von da an ausgeschlossen. Die Ausländersozialberatung wurde 1998/1999 zur Migrationsberatung (MBE) umgestaltet und auf eine Integration ausgerichtet.

## Statistik
Aufgrund der Freizügigkeitsregelungen der 1957 gegründeten Europäischen Wirtschaftsgemeinschaft oder ohne besondere Vertragsgrundlage (Österreich, Schweiz, Großbritannien, USA) lebten und arbeiteten ausländische Arbeitnehmer in der Bundesrepublik. Zahlenmäßig spielten diese Arbeitnehmer nur eine geringe Rolle gegenüber denen, die aufgrund von Anwerbeabkommen in die Bundesrepublik Deutschland einreisten.
Anfang der 1970er Jahre lag die Zahl der beschäftigten ausländischen Arbeitnehmer deutlich über zwei Millionen.
Insgesamt kamen von 1955 bis 1973 etwa 14 Millionen Gastarbeiter in die Bundesrepublik; ungefähr 11 bis 12 Millionen kehrten in ihre Heimatländer zurück. Viele blieben entgegen ihrer ursprünglichen Absicht.

### Südeuropa und Mittelmeer-Anrainerstaaten
Beschäftigte ausländische Arbeitnehmer 1954–1990, Juni/Juli, nach Geschlecht
Daten nach: „Jahreszahlen 1980“ und „Jahreszahlen 1990“ der Bundesanstalt für Arbeit (BA). Zahlen vor und nach 1974 sind nur bedingt vergleichbar.
(1954–1972: nach Besitz bzw. Bedarf einer Arbeitserlaubnis. Für 1973 liegen keine Daten vor. 1975–1980: sozialversicherungspflichtig beschäftigte ausländische Arbeitnehmer gemäß Beschäftigtenstatistik der BA. 1984 sind in einem längeren Arbeitskampf befindliche Arbeitnehmer nicht mitgezählt.)
1954–1960: Juli; 1961–1972 und ab 1974: Juni.
Beschäftigte ausländische Arbeitnehmer 1954–1990, Juni/Juli, ausgewählte Nationalitäten
Daten nach: „Jahreszahlen 1980“ der Bundesanstalt für Arbeit. Zahlen vor und nach 1974 sind nur bedingt vergleichbar.
(1954–1972: nach Besitz bzw. Bedarf einer Arbeitserlaubnis; 1975–1980: sozialversicherungspflichtig beschäftigte ausländische Arbeitnehmer gemäß Beschäftigtenstatistik der BA. 1984 sind in einem längeren Arbeitskampf befindliche Arbeitnehmer nicht mitgezählt.)
1954–1960: Juli; 1961–1972 und ab 1974: Juni.
Insgesamt wurden durch die Auslandsdienststellen der Bundesanstalt 2,39 Millionen Arbeitskräfte in die Bundesrepublik vermittelt. Dies stellt nur einen Teil des Neuzugangs der ausländischen Arbeitskräfte dar, zumal die Gesamtzahl auch Zugänge aus Nicht-Anwerbestaaten umfasst. Auch aus den Anwerbestaaten konnten Arbeitnehmer zudem auf anderen Wegen legal zuwandern (zweiter Weg: mit entsprechendem Sichtvermerk; dritter Weg: mit einem Touristenvisum und Hoffnung auf Arbeitsaufnahme und auf nachträgliche Legitimierung des Aufenthalts).
1966–1973 durch Auslandsdienststellen der
Bundesanstalt vermittelte ausländische Arbeitnehmer,
Daten nach: BAVAV (1969), BA (1972 und 1974).
Seit Bestehen einer beständig besetzten Dienststelle im
 betreffenden Land vermittelte ausländische Arbeitnehmer,
Daten nach: Bundesanstalt für Arbeit, 1974.

### Weitere Staaten
Aufgrund des bilateralen Programms zwischen der Bundesrepublik Deutschland und Südkorea kamen insgesamt knapp 8.000 koreanische Bergleute und über 11.000 Krankenschwestern nach Deutschland.
Im Ruhrgebiet arbeiteten zwischen 1957 und 1965 insgesamt 436 japanische Bergleute als Gastarbeiter.

## Wirkungsgeschichte

### Alterssicherung
Eine 2013 veröffentlichte Studie stellte fest, dass die Altersarmut unter Ausländern über 65 Jahren 2011 bei 41,5 % lag. Dies wird teils darauf zurückgeführt, dass viele ehemalige Gastarbeiter niedrige Einkommen erhielten.
Statistisch betrachtet sind unter türkischen Migranten die finanzielle Unterstützung durch Söhne und die informelle Pflege durch Töchter stärker ausgeprägt als in der allgemeinen Bevölkerung.
Im August 2023 beschloss das Bundeskabinett einen Gesetzesentwurf, der einen leichteren Erwerb der deutschen Staatsbürgerschaft für ehemalige Gastarbeiter und DDR-Vertragsarbeiter vorsieht – mit leichterem Sprachnachweis und ohne Einbürgerungstest.

### Nachkommen
Auf den Umgang mit Migrantenkindern waren Schulen nur wenig vorbereitet. In den 1950er und 1960er Jahren war ihre Zahl noch gering, so dass noch keine auf sie abgestimmten bildungspolitischen und pädagogischen Anstrengungen unternommen wurden. Zu Beginn der Anwerbungsprogramme wurden Kinder der Gastarbeiter typischerweise in separaten Klassen – sogenannten Ausländerklassen – unterrichtet und blieben vom Regelunterricht ausgeschlossen. Die Bundesländer entwickelten unterschiedliche Ansätze zur Beschulung der Kinder. Diese reichten von Berliner Modell eines gemeinsamen Unterrichts aller Kinder, gegebenenfalls ergänzt durch muttersprachlichen Unterricht, zum bayerischen Modell eines getrennten Unterrichts, bei dem ein Übergang aus einer muttersprachlichen Klasse in die Regelklasse nur bei ausreichenden Deutschkenntnissen und auf Antrag möglich war (siehe hierzu auch: „Ausländerpädagogik“ der 1960er bis 1980er Jahre).
Die Nachkommen der Gastarbeiter sind in Deutschland einem erhöhten Druck zur Anpassung ausgesetzt, der sich unter anderem in der Forderung niederschlägt, dass Kinder noch vor der Einschulung über gute Deutschkenntnisse verfügen sollen. In den ersten Jahrzehnten fehlte eine frühzeitige Sprachförderung; lediglich im Rahmen von Modellprojekten – etwa in dem 1972 initiierten „Denkendorfer Modell“ der Fortbildungsstätte der baden-württembergischen evangelischen Landeskirche Kloster Denkendorf – wurden diese Kinder gezielt gefördert. Schüler ausländischer Staatsangehörigkeit besuchen überproportional häufig die Haupt- und Förderschulen. Sprachdefizite und fehlende Unterstützungsmöglichkeiten seitens der Eltern wurden häufig als Lerndefizite interpretiert und zum Anlass genommen, Kinder von Einwanderern auf Sonderschulen zu verweisen (siehe auch: Artikel „Kinderarmut in den Industrienationen“, Abschnitt „Entkommen aus der Armutsfalle“). Teils räumten Schulsysteme Migrantenkindern Ausnahmen vom Fremdsprachenunterricht ein, ohne dass ihnen jedoch die Herkunftssprache als Fremdsprache angerechnet wurde, so dass ihnen die Möglichkeit, eine Hochschulzugangsberechtigung zu erwerben, verschlossen blieb. Einige Migrantenorganisationen gründeten Privatschulen, um den Bedürfnissen der Kinder gerecht zu werden. Der griechische Staat finanzierte auf Grundlage bilateraler Abkommen in den 1970er und 1980er Jahren griechische Schulen in Deutschland, deren Abschlüsse in den meisten Bundesländern allerdings nicht als gleichwertig anerkannt wurden und die vielmehr auf ein Studium an griechischen Hochschulen vorbereiten sollten.
Schwierigkeiten, die mit den nachfolgenden Generationen verbunden sind, gerieten in der Bildungspolitik erstmals in den Mittelpunkt der Aufmerksamkeit, als nach dem Anwerbestopp der Kindernachzug zunahm. Eine Reihe dieser wahrgenommenen Probleme werden – etwa unter dem Gesichtspunkt der Bildungsbenachteiligung – bis in die Gegenwart genauer analysiert und diskutiert. Beispielsweise fanden sich für Nordrhein-Westfalen erhebliche regionale Unterschiede in den Anteilen der Überweisungen ausländischen Schüler auf Förderschulen sowie in den Schwerpunkten der sonderpädagogischen Förderung, was auf regionale Benachteiligungen nichtdeutscher Schüler deutete, die als institutionelle Diskriminierung interpretiert werden.
Ansätze zur Lösung sind insbesondere eine Förderung bei der schulischen Bildung. Die „Ausländerpädagogik“ entwickelte sich ab den 1980ern zu einer interkulturellen Pädagogik, die eine von allen zu praktizierende distanzierte Reflexion von kulturellen Prägungen vorsieht.
Eine Neuregelung des Ausländerrechts von 1991 und eine Reform des Staatsangehörigkeitsgesetzes von 1993 erleichterten Ausländern der ersten und zweiten Generation den Erwerb der deutschen Staatsbürgerschaft. Ab 2000 konnten durch das neu eingeführte „Optionsmodell“ im Staatsangehörigkeitsgesetz zahlreiche ab 1990 in Deutschland geborene Nachkommen von Gastarbeitern die deutsche Staatsbürgerschaft durch Geburt erlangen. Ab dem Mikrozensus 2005 wurden Menschen mit Migrationshintergrund als eigene Kategorie erfasst.
Um die Wende zum 21. Jahrhundert bildete die Gruppe der ehemaligen Gastarbeiter und ihrer Nachkommen den größten Teil der Bürger mit Migrationshintergrund in Deutschland. Weil diese Gruppe eine so große und kulturell sichtbare Einwanderergruppe ist, ist in der Forschung vom „Mythos der Rückkehr“ oder sogar von der „Illusion der Rückkehr“ gesprochen worden. Dies berücksichtigt nicht, dass eine große Mehrheit der Migranten tatsächlich zurückkehrte.
In Deutschland ausgebildete Kinder türkischer Gastarbeiter haben auf Basis des Beschlusses ARB 1/80 einen bleibenden Rechtsanspruch auf den Aufenthalt zur Ausübung einer Beschäftigung in Deutschland. Studien, die in Deutschland unter Verwendung türkisch klingender Namen durchgeführt wurden, zeigten in den 2010er-Jahren eine Diskriminierung aufgrund des Namens bei der Arbeitssuche und auf dem Wohnungsmarkt auf. Die Türkische Gemeinde in Deutschland betonte anlässlich des 60. Jahrestags des deutsch-türkischen Anwerbeabkommens, dass „die Leistung der ersten Generation“ türkischstämmiger Menschen in Deutschland weiterhin nicht wertgeschätzt werde und dass Defizite bei der Integration bis heute Wirkung zeigten.
Die koreanische Community in Deutschland ist zu einem hohen Grad vernetzt. Ihre Netzwerke, die unter anderem auf Geselligkeit und Alltagshilfen ausgerichtet sind, haben zugleich die Niederlassungen koreanischen Firmen in Deutschland erleichtert und koreanischen Auslandsstudierenden Hilfen im Alltag gewährt. In der zweiten Generation der Deutsch-Koreaner haben 70 % Abitur oder einen Hochschulabschluss.

### Situation in den Herkunftsländern
In den Herkunftsländern stellte sich die Frage, wie damit umzugehen wäre, wenn einmal viele Gastarbeiter zugleich zurückkehren sollten. Die Wirtschaft war auf ihre Ankunft nicht vorbereitet, und die Herkunftsländer zeigten sich an ihrer Reintegration wenig interessiert. Jugoslawien warb zwar um rückkehrende Facharbeiter, nicht aber um die zahlreichen Hilfsarbeiter; im Gegenteil wurde befürchtet, dass diese, nachdem sie im Gastland Wohlstand und Luxus trotz oft unwürdiger Lebensbedingungen kennengelernt hatten, das Heer der Arbeitslosen vergrößern und sozialen Unfrieden schüren würden. In Spanien war unter Franco die freie Bildung von Interessengruppen und Vereinigungen gesetzlich untersagt, so dass sich Rückkehrer kaum untereinander unterstützen konnten. Griechenlands Wirtschaft galt zwar als stark genug, im Falle einer plötzlichen Rezession in der Bundesrepublik 30.000 bis 35.000 Rückwanderer aufzunehmen, doch bestand wenig Interesse an ihnen. Umgekehrt hatten auch die Arbeitgeber im Gastland keine Veranlassung, sich in der Verantwortung zu sehen, ihre Arbeiter auf eine eventuelle spätere Selbständigkeit im Heimatland vorzubereiten, und es fehlte an gezielter technischer Hilfe. In vielen Fällen blieben die Gastarbeiter im Ausland, weil sie nicht genügend Geld hatten ansparen können.
In Ausnahmefällen gelang eine Unternehmensgründung mit angespartem Startkapital oder durch Zusammenarbeit in Form einer Kooperative. Zu nennen ist die türkische Arbeitnehmergesellschaft Türksan, durch die das im Gastland erarbeitete Kapital im Heimatland zur Schaffung eigener Arbeitsplätze investiert werden sollte und die – unterstützt von der deutschen und der türkischen Regierung – letztendlich zur Gründung einer Teppichfabrik führte. Andere türkische Arbeitnehmergesellschaften (Türkyap, Türksal, Birsan) hatten weniger Erfolg.
Vom 28. November 1983 bis zum 30. Juni 1984 gewährte das Rückkehrhilfegesetz zeitweilig die Möglichkeit einer finanziellen Hilfe bei der Rückkehr. Wer nicht Bürger eines EG-Staates war und mit dessen Herkunftsstaat kein bilaterales Sozialversicherungsabkommen bestand, was für Menschen aus Korea, Marokko, Portugal, Tunesien und der Türkei zutraf, musste hierfür seine Rentenansprüche aufgeben: Der Arbeitnehmeranteil wurde zinslos ausbezahlt, der Arbeitgeberanteil verblieb bei der deutschen Rentenkasse. Zudem wurde er von Rechts wegen grundsätzlich von einem Daueraufenthalt im Bundesgebiet ausgeschlossen. Das Wiedereingliederungshilfegesetz vom Februar 1986 gestattete die Nutzung eines deutschen Bauspardarlehens im Herkunftsland.

## Rezeption und Kritik
Die Bezeichnung Gastarbeiter für Arbeitsmigranten wurde bereits Anfang der 1970er Jahre von einigen Soziologen als euphemistisch angesehen.
Bei der rückblickenden Bewertung der Anwerbepolitik in der noch jungen Bundesrepublik Deutschland wurden unterschiedliche Faktoren in den Fokus der wissenschaftlichen Betrachtung genommen. Der Soziologe Friedrich Heckmann richtete beispielsweise den Blick auf Verschiebungen des sozialen Status sowie der Verbesserung der Qualifikation bei den deutschen Arbeitnehmern. Nach seiner Darstellung sei für deutsche Arbeitnehmer aufgrund der von Gastarbeitern besetzten Stellen, für die keine besonderen Qualifikationsanforderungen notwendig waren, der Aufstieg in qualifiziertere und beliebtere Positionen mit ermöglicht worden. Hedwig Richter und Ralf Richter kritisierten, dass nicht zuletzt die unkritische Zusammenarbeit von Sozialwissenschaftlern mit politischen Institutionen zu einem „Opfer-Plot“ in der Geschichte der Arbeitsmigration geführt habe, wobei die Migranten zu passiven Opfern stilisiert würden, ohne ihre Motive zu berücksichtigen. Das verhindere eine sachliche und wissenschaftliche Auseinandersetzung mit dem Thema. Maßnahmen zur Integration seien auch deshalb oft wirkungslos geblieben, weil mangelnde Initiative der Migranten und ihr „Eigensinn“ diesen entgegengestanden hätten. Dabei müsse allerdings zwischen Gruppen und Phasen des Aufenthaltes differenziert werden. Speziell bei italienischen Gastarbeitern der ersten Generation habe ein „Transfer süditalienischer politischer und kultureller Strukturen ins deutsche Unternehmen und in die deutsche Kommune“ stattgefunden.
Laut Reinhold Weber und Karl-Heinz Meier-Braun sind aufgrund der Beschäftigung von ausländischen Arbeitskräften zahlreiche Deutsche in bessere berufliche Positionen gelangt: so seien 2,3 Millionen Deutsche vor allem aufgrund der Beschäftigung ausländischer Arbeitnehmer von Arbeiter- in Angestelltenpositionen aufgestiegen. Ausländer hätten auf schlechte Beschäftigungssituationen stärker als Deutsche mit Selbständigkeit reagiert. Zudem wurde, so Weber und Meier-Braun, die Rentenversicherung von den ausländischen Arbeitnehmern lange Zeit geradezu „subventioniert“: Den von den ausländischen Arbeitnehmern in die Rentenversicherung bezahlten Beträgen habe nur rund ein Zehntel an Leistungen gegenübergestanden.
Am 31. August 2021 überreichten Bundeskanzlerin Angela Merkel, Integrationsstaatsministerin Annette Widmann-Mauz und Bundespräsident a. D. Christian Wulff als Vorsitzender des Stiftungsrats der Deutschlandstiftung Integration vier Menschen den Talisman der Deutschlandstiftung Integration: Anka Ljubek, Hoai Nam Duong, Yang-Hee Kim und Zeynep Gürsoy erhielten die Auszeichnung stellvertretend für die Menschen der ersten Einwanderungsgeneration aus den verschiedenen Anwerbeländern. Die Preisträger waren im Rahmen von Anwerbeabkommen der Bundesrepublik und der DDR nach Deutschland gekommen, waren dort langjährig berufstätig gewesen und hatten Kinder und Enkel, die in Deutschland in der Wissenschaft, in der Wirtschaft, im Sozialwesen oder im Kulturbereich tätig waren.

Single Zwei kleine Italiener von Conny Froboess, Erstauflage (1962)

In der Schlagermusik wurde das Thema der Gastarbeiter aufgegriffen von Conny Froboess (Zwei kleine Italiener, 1962), Udo Jürgens (Griechischer Wein, 1974) und Karel Gott (Das Mädchen aus Athen, 1978). Türken erschufen in Deutschland eine neue Musikrichtung, die heute Gurbet Türküleri genannt wird. In den 1970er und 1980er Jahren wurden deutsch-türkische Themen im Kino aufgegriffen, meist in Form problemorientierter Filme; ab den 1990er-Jahren setzte eine vielfältigere Produktion sogenannter deutsch-türkischer Filme ein (siehe hierzu: Deutsch-türkisches Kino).

### Kritik an der Vorgehensweise der Politik
Die Wirtschaftshistorikerin Heike Knortz sprach von einem Mangel an Diskussion und Transparenz während der politischen Anbahnung der Gastarbeiter-Anwerbung. Der Außenpolitik habe zu dieser Zeit nur ein regierungsinternes Gegengewicht gegenübergestanden, ein kritisches Gegengewicht seitens der Zivilgesellschaft habe gefehlt. Über zugrunde liegende außenpolitischen Motive habe nur die Schweizer Presse, nicht aber die inländische Presse berichtet. Als deutlich wurde, dass die Annahme eines vorläufigen Aufenthalts nicht der Realität entsprach, habe sich das Auswärtige Amt seiner Verantwortung entzogen. Zugleich habe es nicht auf den Abschluss weiterer Anwerbeabkommen verzichten wollen.

### Mangelnde Aufklärung der Öffentlichkeit über politische Hintergründe
Der Historiker Johannes-Dieter Steinert berichtet, dass zunächst versucht worden war, das durch einen Notenwechsel bestätigte Anwerbeabkommen mit der Türkei geheim zu halten, um keinen Präzedenzfall zu schaffen, der weitere Anfragen nach Anwerbeabkommen hätte nach sich ziehen können. In diesem Kontext seien Marokko, Tunesien, Algerien, Syrien und Ägypten häufig genannt worden, ferner auch Thailand, Somalia, Singapur und die Philippinen. Die Gesellschaft war, so Steinert, „nicht oder nur unzureichend über die Hintergründe und Ziele der deutschen Wanderungspolitik informiert“. Die Anwerbepolitik blieb Verschlusssache, und dies habe „wesentlich zu den bis heute anhaltenden Problemen beigetragen“. Steinert spricht von einer damaligen „abstrusen Angst, über Fragen der Wanderungs- und Integrationspolitik offen und öffentlich zu diskutieren“. Der mangelnde politische Wille sei in den 1950ern durch den „beruflich-sozial tendenziell deklassierenden“ Begriff „Gastarbeiter“ kaschiert worden. Auch die ausländischen Arbeitnehmer verblieben in permanenter Unsicherheit darüber, wie lange ihr Aufenthalt verlängerbar sein würde.

### Kritik an der ökonomischen Begründung der Anwerbung
Während die in den 1960er und 1970er Jahren entwickelte ökonomische Begründung der Anwerbung aus dem Arbeitskräftemangel in der deutschen Industrie lange Zeit für den öffentlichen Diskurs bestimmend war, wird in der jüngeren Forschung dargestellt, dass die Hauptprofiteure die Unternehmen in bestimmten Wirtschaftszweigen gewesen seien. So heißt es in einem Aufsatz des WSI von 2014: „Aus ihrer Sicht weiteten Gastarbeiter das Arbeitsangebot aus, dämpften den Lohnanstieg und sorgten mit ihren niedrigen Stundenlöhnen dafür, dass das wirtschaftliche Wachstum bei hohen Gewinnen aufrechterhalten werden konnte. Allerdings konnten so auch unrentable Unternehmen weitergeführt werden. Investitionen in arbeitssparende Maschinen wurden vernachlässigt. Der Strukturwandel wurde vertagt, und als er dann doch einsetzte, waren die Arbeitsplätze der Ausländer überproportional betroffen.“ Knortz hebt hervor, dass es der Regierung nicht gelang, Rationalisierungen als Alternative zur Anwerbung ausländischer Arbeitskräfte zu stimulieren. Abelshauser betont, dass die Anwerbung vor allem auf die Massenproduktion ausgerichtet war, dass aber die Stärke der deutschen Wirtschaft vielmehr weiterhin in der „nachindustriellen Maßschneiderei von Maschinen und Anlagen“ liege, was vor allem einen Bedarf an hoch qualifizierten Facharbeitern bedeute.

### Kritik an den sozialen Folgen

Mit Anzeigen wie dieser bewarb sich Wallraff im März 1983 in mehreren Zeitungen

Die oftmals katastrophale soziale Situation von Gastarbeitern in Deutschland wurde besonders durch die 1985 erschienene Undercover-Recherche Ganz unten von Günter Wallraff ins öffentliche Bewusstsein gerückt.
Aus den in Deutschland verbliebenen Gastarbeitern bildete sich eine dauerhafte Unterschicht im Arbeits- und Wohnungsmarkt. Auch im Alter sind diese am unteren Rand der Gesellschaft überrepräsentiert und „erhalten deutlich niedrigere Renten als die Deutschen, tragen ein extrem hohes Armutsrisiko und wohnen bescheiden.“
Die Kultur und Sprache der Gastarbeiter wurden in Deutschland von Beginn an marginalisiert, auch mit akademischer Unterstützung wie etwa durch die Verfasser des Heidelberger Manifests von 1981, die vor einer angeblichen „Überfremdung“ der deutschen Sprache und des „Volkstums“ warnten. Auch die Mehrsprachigkeit der Nachkommen von Gastarbeitern wird bis heute kaum wertgeschätzt: „Migrationssprachen werden nicht als kulturelles oder wirtschaftliches Kapital wahrgenommen, selten sind sie positiv konnotiert, der Mehrheitsbevölkerung, wenn überhaupt, nur als ‚Integrationshemmnis‘ ein Begriff.“

### Zitat
Im Zusammenhang mit der Arbeitsmigration wird – auch übertragen auf Deutschland – häufig der Schweizer Schriftsteller Max Frisch zitiert, der 1965 unter dem Titel „Überfremdung“ ein Vorwort zu Dialogen des Dokumentarfilms „Siamo Italiani“ von Alexander J. Seiler verfasste. Darin heißt es bezogen auf die Schweiz und die dort tätigen Italiener:

„Ein kleines Herrenvolk sieht sich in Gefahr: man hat Arbeitskräfte gerufen, und es kommen Menschen. Sie fressen den Wohlstand nicht auf, im Gegenteil, sie sind für den Wohlstand unerlässlich.“

Ähnliches hatte Ernst Schnydrig, der Vorsitzende der Deutschen Caritas, bereits im Jahr 1961 geäußert: „Wir wollten Arbeitskräfte importieren – und es kamen Menschen.“ Frisch wird auch in Deutschland im Zusammenhang mit der Arbeitsmigration zitiert, beispielsweise um zu betonen, dass man deren menschlichen Aspekte lange Zeit außer Acht gelassen habe.